# D 10th Anniversary GOD CHILD RECORDS Best Selection「Treasure Box」
『D 10th Anniversary GOD CHILD RECORDS Best Selection「Treasure Box」』（ディー・テンス・アニバーサリー・ゴッド・チャイルド・レコーズ・ベスト・セレクション・トレジャー・ボックス）は、日本のバンド、Dの1枚目のベスト・アルバム。
Dの結成10周年を記念してオフィシャルサイトより完全受付限定生産されたバンド史上初のベストアルバム。GOD CHILD RECORDSより発表された曲の中からライブなどで人気のある曲を中心に構成されている（一部再録、と新曲「時空航海記〜光の彼方へ」〜が追加されている。）2枚組のCDにPV10曲と特典映像収録のDVD、ミニ写真集をBOXに収納した豪華使用。
このベストアルバムのためにDの代表曲である「Night-ship"D" 」のMusic Videoが制作されDVDに収録している、なお「Night-ship"D" 」このアルバムのために新たに新録されている。

## 収録曲

### Disk 1
1. Night-ship "D"
2. GOD'S CHILD
3. 真昼の声
4. カナン〜約束の地〜
5. 桜花咲きそめにけり
6. 花惑
7. 弾丸
8. Sleeper
9. Glow in the sun
10. 時空航海記〜光の彼方へ〜
11. Lost breath
12. EDEN

### Disk 2
1. 闇より暗い慟哭のアカペラと薔薇より赤い情熱のアリア
2. Vampire Missa
3. 太陽を葬る日
4. 繭月の棺
5. Schwarzschild
6. Day Dream
7. Leukocyte
8. 空中庭園
9. Pride
10. Fanfare
11. Guardian
12. Dearest you

### 初回限定盤DVD
1. 闇より暗い慟哭のアカペラと薔薇より赤い情熱のアリア
2. 繭月の棺
3. Sleeper
4. 太陽を葬る日
5. Dearest you
6. 桜花咲きそめにけり
7. Schwarzschild
8. 鳥籠御殿 〜L'Oiseau bleu〜
9. 皇帝〜闇に生まれた報い〜
10. Night-ship"D"
11. 特典映像